# Петро I (король Кіпру)
Петро I (фр. Pierre; 9 жовтня 1328 — 16/17 січня 1369) — король Кіпру, титулярний Король Єрусалиму в 1358–1369 роках.

## Життєпис

### Молоді роки
Походив з династії Лузіньянів. Син Гуго IV, короля Кіпру, та Аліси Ібелін. Замолоду відрізнявся неспокійною вдачею. Цікавився військовими походами, мріяв про повернення Єрусалиму. 
1347 року Петро заснував (відновив) Орден Меча з метою зміцнення влади та зібрання сил для походу на Єрусалим. Мрія щодо відновлення Єрусалимського королівства спонукала Петра вирушити 1349 року до Європи шукати підтримку для війни із Єгиптом. Цій справі сприяв статус спадкоємця трону, який Петро отримав у 1343 році після смерті свого зведеного брата Гі. Втім корабель, на якому перебував Петро, було перехоплено за наказом батька, який був проти нових хрестових походів. 

Деякий час після цього Петро перебував під вартою у свого батька. Втім зрештою, 1358 року Гуго IV зрікся влади на користь Петра.

## Король
З самого початку вирішив розпочати наступальні дії проти мусульманських сусідів. Вже у січні 1360 року відправив залогу до міста Корікос у Кілікійській Вірменії на чолі з Робертом де Лузіньяном. Кіпріоти відбили атаки емірів Караману, а Петро I отримав важливий плацдарм у Кілікії. У відповідь на це османи спробували напасти на Кіпр, проте королю за допомоги госпітальєрів вдалося відбити цю атаку, і вже у 1361 році взяти в облогу Анталію, яка здалася 24 серпня. Після цього еміри Ментеше та Теке визнали себе васалами Кіпру й сплачувати данину.
У 1362 році король Петро I вирішив вирушити до Європи по допомогу. Він спочатку побував на Родосі, потім у Венеції, звідти перебрався до Авіньйону, де заручився підтримкою папи римського Урбана V. Після цього вів тривалі перемовини з Іоанном II, королем Франції, потім побував у Фландрії, Брабанті, Данії, Англії, Богемії, Польщі. Усюди він намагався заохотити місцевих володарів здійснити новий великий хрестовий похід, але майже всі йому відмовили. У 1363 році вдалося укласти нову угоду з Генуезькою республікою, якою залагоджувалися давні суперечності. У 1364 році здійснив останню спробу отримати допомогу, організувавши у Кракові великий з'їзд монархів. В ньому взяли участь Імператор Священної Римської імперії та король Богемії Карл IV Люксмебург, Казимир III П'яст, Король Польщі і Русі, Людовик I Анжуйський, Король Угорщини, Вальдемар IV Аттердаг, Король Данії. Втім король Кіпру не зумів отримати чіткої згоди стосовно хрестового походу проти Єгипту. Імператор Карл IV планував відправити на допомогу Петрові I найманців, що вешталися Італією. Проте цей задум провалився. Інші європейські монархи теж нічим незарадили. Зрештою Петро I зміг зібрати невелике військо європейських хрестоносців з 1 тисячі осіб, отримав підтримку кораблями від Венеції та Генуї.

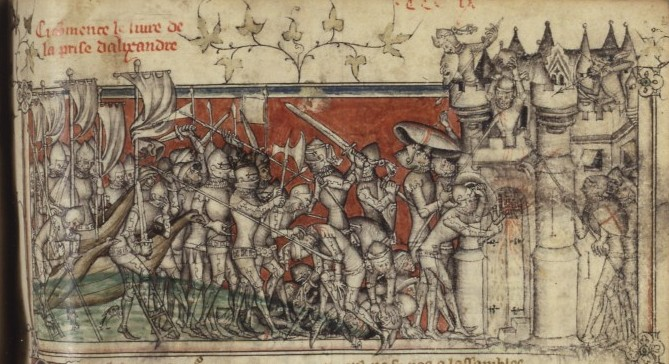
Захоплення Олександрії

По прибуттю до Кіпру до нього приєднали госпітальєри. Загалом у 1365 році вдалося зібрати флот у 165 кораблів. З цією потугою Петро I 7 жовтня рушив на Александрію в Єгипті. 10 жовтня захопив та сплюндрував місто. Спроби Петра I умовити хрестоносців йти на Каїр не вдалися. Тому він повернувся до Кіпру. У 1366–1367 роках вдало атакував Латакію, Бейрут та Триполі, спустошивши їх. Тоді ж запобіг спробам турків захопити міста Коріком та Анталію у Малій Азії. Втім, не отримавши належної підтримки від європейських монархів, Петро I у 1368 році уклав мирний договір із султаном Єгипту.

Кіпрське королівство у 1369 році

Король Петро I загинув 17 січня 1369 року у Нікосії внаслідок змови власної дружини Елеонори, братів Іоанна, князя Антиохії, та Якова.

## Родина
1. Дружина — Ешива (1313–1350), донька Гамфрі де Монфора
Дітей не було
2. Дружина — Елеонора (1333–1416), донька інфанта Педро Арагонського
Діти:
- Петро (1357–1382), король Кіпру з 1369 до 1382 року
- Маргарита (1360–1397)
- Ешива (1369)